# República Socialista Soviética Autônoma da Moldávia
A República Socialista Soviética Autônoma da Moldávia ( Moldovan, em romeno:  Republica Autonomă Sovietică Socialistă Moldovenească), abreviado para RSSA da Moldávia, foi uma república autônoma da SSR da Ucrânia entre 12 de outubro de 1924 e 2 de agosto de 1940, abrangendo também o moderno território da Transnístria (hoje "prometido" a Moldávia, mas "de fato" um estado independente; ver a situação política da Transnístria). Foi uma criação política artificial inspirada pela política de nacionalidades bolcheviques no contexto da perda da Bessarábia para a Romênia em abril de 1918. Desta forma, a liderança bolchevique tentou radicalizar os sentimentos pró-soviéticos na Bessarábia com o objetivo de devolvê-lo na presença de condições favoráveis e criação de "place d'armes" geopolítica ( cabeça de ponte ) para executar um avanço na direção dos Balcãs projetando influência sobre a Bessarábia romena, que acabaria sendo ocupada em 1940 após a assinatura do Pacto Molotov-Ribbentrop .

## Criação

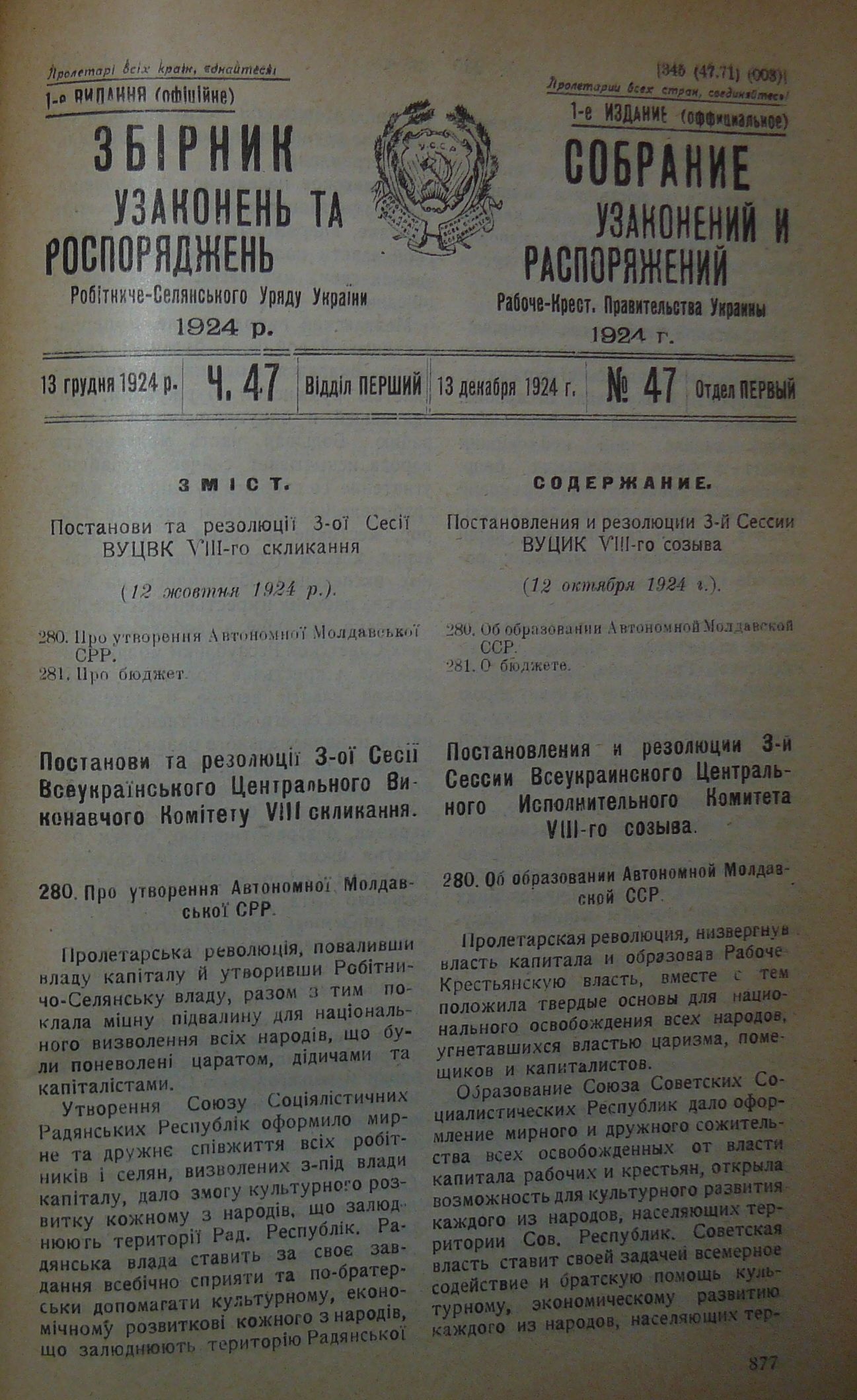
Resolução do Comitê Executivo Central Ucraniano sobre a criação da república

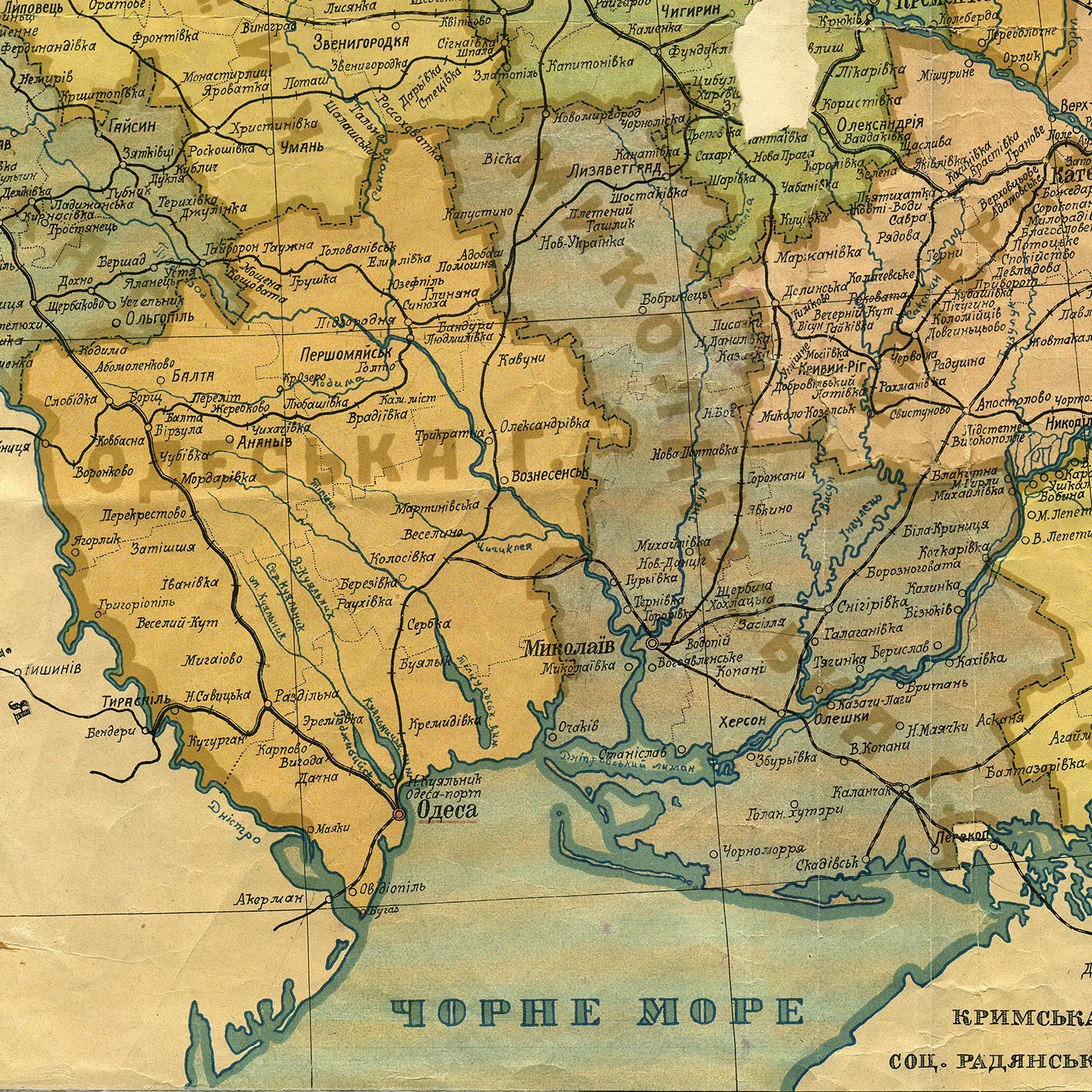
O mapa de 1922 das províncias de Odessa e Mykolaiv antes do estabelecimento da RSSA da Moldávia

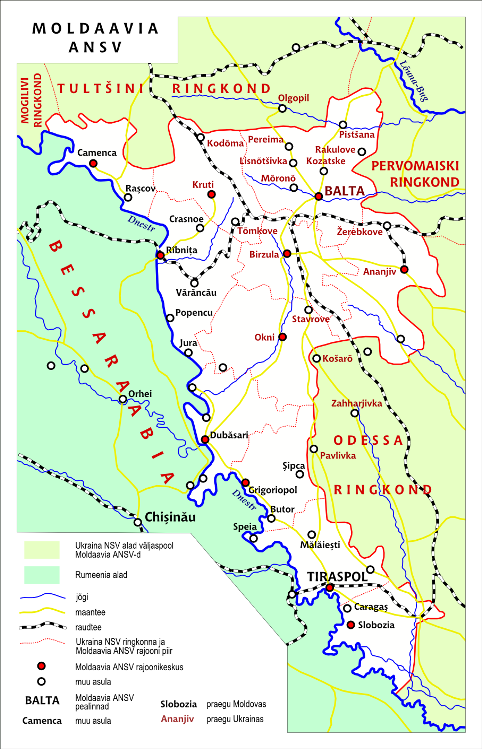
O mapa da RSSA da Moldávia

O propagandista ativo da ideia na criação da autonomia da Moldávia no território da Transnístria ucraniana era um revolucionário russo e natural da Bessarábia Grigory Kotovsky (membro do Comitê Executivo Central de toda a Rússia ). Em fevereiro de 1924, um memorando dirigido ao Comitê Central do Partido Comunista Russo (Bolchevique) e ao Comitê Central do Partido Comunista (Bolchevique) da Ucrânia e assinado por Grigory Kotovsky, Bădulescu Alexandru, Pavel Tcacenco, Solomon Tinkelman (Timov), Alexandru Nicolau, Alter Zalic, Ion Dic Dicescu (também conhecido como Isidor Cantor), Theodor Diamandescu, Teodor Chioran e Vladimir Popovici, todos signatários sendo ativistas bolcheviques (vários deles de Bucareste ).  O memorando enfatizava o fato de que na margem esquerda do Dniester vivem compactamente de 500.000 a 800.000 moldavos e que a criação da república da Moldávia desempenharia um papel de poderoso fator político e de propaganda na solução da "questão da Bessarábia".
O estabelecimento da república tornou-se uma questão de disputa. Apesar das objeções do comissário soviético de relações exteriores Chicherin, que argumentou que o novo estabelecimento apenas fortaleceria a posição dos romenos em relação à Bessarábia e seria capaz de ativar "reivindicações expansionistas do chauvinismo romeno", o Kremlin lançou uma campanha para criar a autonomia que atraiu os refugiados da Bessarábia e emigrantes políticos romenos que viviam em Moscou e na República Socialista Soviética da Ucrânia.
Por outro lado, Kotovski sustentava que uma nova república espalharia as idéias comunistas na vizinha Bessarábia, com uma chance de que até a Romênia e toda a região dos Bálcãs fossem revolucionadas. Para os soviéticos, a república seria uma forma de conquistar os bessarabianos da Romênia e o primeiro passo para uma revolução na Romênia. Este propósito é explicado em um artigo do jornal Odessa Izvestia em 1924, no qual um político russo, Vadeev diz que "todos os oprimidos da Bessarábia olham para a futura República como um farol, que espalha a luz da liberdade e da dignidade humana," bem como em um livro publicado em Moscou, que afirmava que "uma vez que o crescimento econômico e cultural da Moldávia tenha começado, a Romênia liderada pela aristocracia não será capaz de manter seu domínio sobre a Bessarábia." Embora a criação de repúblicas autônomas de base étnica fosse uma política soviética geral na época, com a criação da RSSA da Moldávia, a União Soviética também esperava reforçar sua reivindicação à Bessarábia.
Em 7 de março de 1924, o Politburo do Comitê Central do Partido Comunista (b) da Ucrânia reconheceu uma prudência política na criação da autonomia, mas para o esclarecimento final da questão foi decidido retornar após uma averiguação cuidadosa da situação em a região. A questão debatida era sobre uma forma de atender aos interesses da população da Moldávia em república autônoma, oblast autônomo, oblast ou território, Krai ou província, Rayon ou distrito). Enquanto no processo de realização do trabalho ficou claro que os dados estatísticos sobre o número de moldavos apresentados pela comissão de Kotovsky são inflados em comparação com o oficial, em 18 de abril de 1924 o Politburo do Comitê Central do Partido Comunista (b) da Ucrânia aprovou a consideração da criação da autonomia inadequada. No entanto, em Moscou, essa posição foi ignorada. O Comitê Executivo Central Ucraniano (VUTsVK) foi ainda mais longe e cerca de uma semana depois, em 24 de abril de 1924, criou a Comissão Central do VUTsVK para assuntos das minorias nacionais.
Aceita em 29 de julho, a decisão do Comitê Central do Partido Comunista Russo (Bolchevique) continha indicação categórica para o Comitê Central do Partido Comunista (b) da Ucrânia sobre a alocação da população da Moldávia em uma república autônoma especial como parte do República Socialista Soviética Ucraniana e obrigou-o a informar já depois de um mês sobre o andamento do trabalho relevante. A decisão sobre a criação da República Soviética Socialista Autônoma da Moldávia foi aceita pela 8ª convocação do Comitê Executivo Central Ucraniano em sua 3ª sessão em 12 de outubro de 1924.

## Geografia
O RSSA da Moldávia foi criado a partir de um território anteriormente administrado como partes dos Governadores de Odessa e Podolian da Ucrânia. Na época, representava 2% do território e da população da RSS ucraniana.
Inicialmente (março de 1924) organizado como oblast (Oblast Autônomo da Moldávia), tinha apenas quatro distritos, todos eles com maioria moldava:
- Rîbnița - 48.748 habitantes, dos quais 25.387 moldávios - 52%
- Dubăsari - 57.371 habitantes, dos quais 33.600 moldávios - 58%
- Tiraspol - quase inteiramente moldavos
- Ananyiv - 45.545 habitantes, dos quais 24.249 moldávios - 53%

Em 12 de outubro de 1924, o oblast foi elevado ao status de república autônoma e incluiu vários outros territórios, incluindo alguns com pouca população moldava, como o distrito de Balta (onde estava localizada a capital), que tinha apenas 2,52% de moldavos.
A capital oficial foi proclamada a "cidade temporariamente ocupada de Kishinev ". Enquanto isso, uma capital provisória foi estabelecida em Balta e transferida para Tiraspol em 1929, onde permaneceu até que parte da RSS Autônoma da Moldávia fosse integrada ao recém-criado RSS da Moldávia, em 1940.

## História
A República Socialista Soviética Autônoma da Moldávia foi estabelecida dentro da RSS da Ucrânia, em 12 de outubro de 1924.

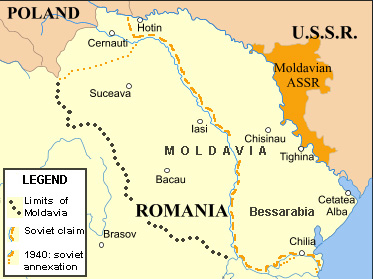
Romênia, e a leste dela, a RSSA da Moldávia na URSS

A área foi rapidamente industrializada e, devido à falta de mão de obra qualificada, ocorreu uma migração significativa de outras repúblicas soviéticas, predominantemente ucranianas e russas. Em particular, em 1928, de 14.300 trabalhadores industriais, apenas cerca de 600 eram moldavos. 
Em 1925, o RSSA da Moldávia sobreviveu a uma fome.
Em dezembro de 1927, a Time relatou uma série de levantes anti-soviéticos entre camponeses e operários em Tiraspol e outras cidades ( Mogilev-Podolskiy, Kamyanets-Podolskiy ) do sul da Ucrânia. Tropas de Moscou foram enviadas para a região e reprimiram a agitação, resultando em cerca de 4000 mortes. As insurreições foram completamente negadas na época pela imprensa oficial do Kremlin.
A coletivização no RSSA da Moldávia foi ainda mais acelerada do que na Ucrânia e foi relatada como concluída no verão de 1931. Isso foi acompanhado pela deportação de cerca de 2.000 famílias para o Cazaquistão .
Em 1932–33 ocorreu outra fome, conhecida como Holodomor na Ucrânia, com dezenas de milhares de camponeses morrendo de fome. Durante a fome, milhares de habitantes tentaram fugir pelo Dniester, apesar da ameaça de serem baleados. O incidente mais notável aconteceu perto da aldeia Olănești em 23 de fevereiro de 1932, quando 40 pessoas foram baleadas. Isso foi relatado em jornais europeus por sobreviventes. O lado soviético relatou isso como uma fuga de "elementos kulak subvertidos pela propaganda romena".
Em 30 de outubro de 1930, a partir de um estúdio improvisado em Tiraspol, começou a transmitir em língua romena uma rádio soviética de 4 kW cujo objetivo principal era a propaganda anti-romena para a Bessarábia entre Prut e Dniester . No contexto em que um novo mastro de rádio, M. Gorky, construído em 1936 em Tiraspol, permitiu uma maior cobertura do território da Moldávia, a emissora estatal romena começou em 1937 a construir a Rádio Basarabia, para conter a propaganda soviética .

## Demografia

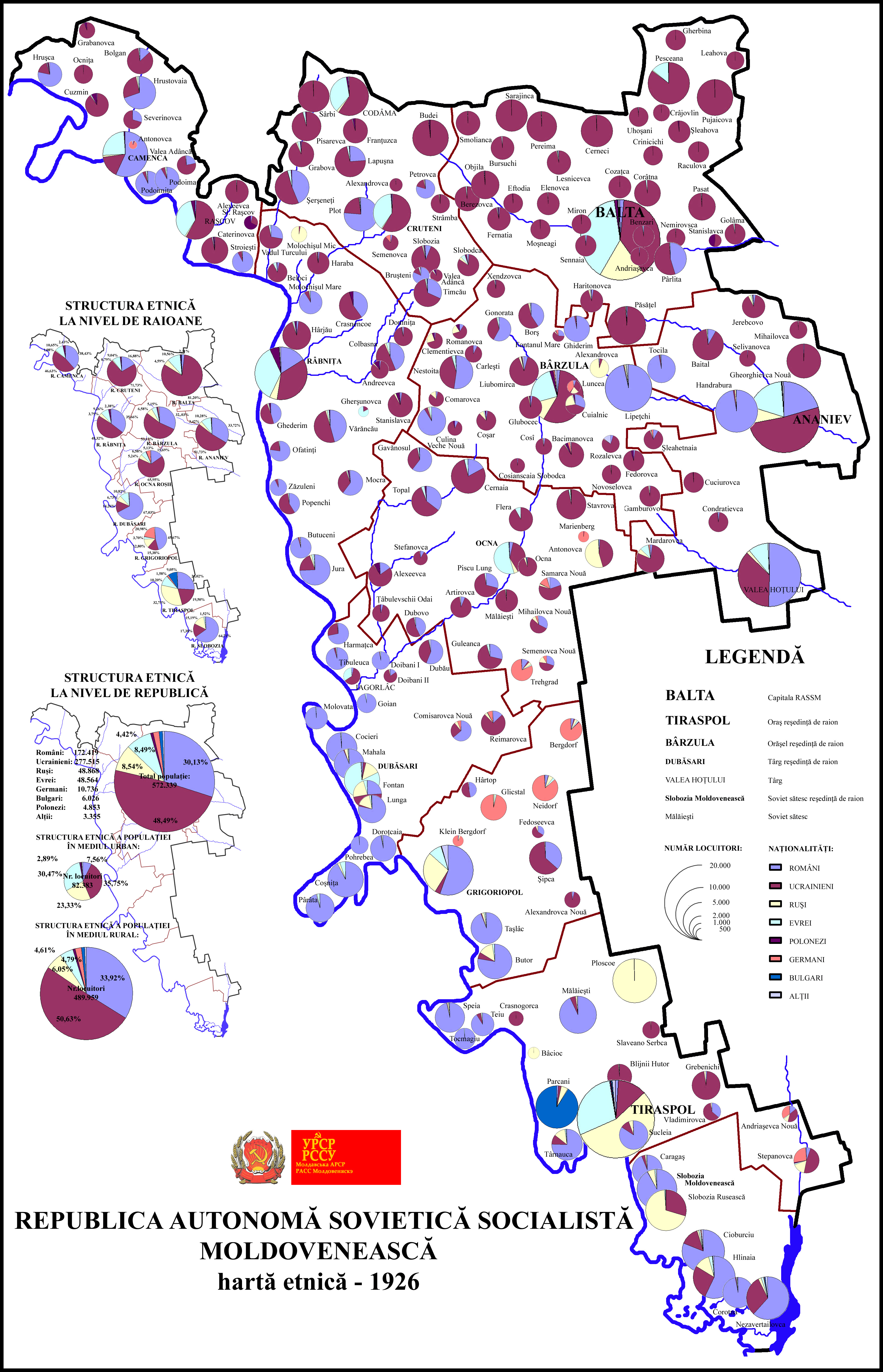
Composição étnica de RSSA da Moldávia em 1926

A RSSA da Moldávia tinha uma população mista, na qual menos de um terço era da Moldávia. Sua área era de 7,516 km2 (2,902 sq mi)   e incluiu 11 distritos na margem esquerda do Dniester.
De acordo com o censo soviético de 1926, a República tinha uma população de 572.339, dos quais:
| Grupo Étnico | censo de 1926 | censo de 1926 | 1936    | 1936    |
| Grupo Étnico | Número        | %             | Número  | %       |
| ------------ | ------------- | ------------- | ------- | ------- |
| Ucranianos   | 277.515       | 48,5%         | 265.193 | 45,5%   |
| Moldavos     | 172.419       | 30,1%         | 184.046 | 31,6%   |
| Russos       | 48.868        | 8,5%          | 56.592  | 9,7%    |
| judeus       | 48.564        | 8,5%          | 45.620  | 7,8%    |
| Alemães      | 10.739        | 1,9%          | 12.711  | 2,2%    |
| Búlgaros     | 6.026         | 1,1%          |         |         |
| Poloneses    | 4.853         | 0,8%          |         |         |
| Romani       | 918           | 0,2%          |         |         |
| Romenos      | 137           | 0,0%          |         |         |
| De outros    | 2.300         | 0,4%          | 13.526  | 2,4%    |
| Total        | 572.339       | 572.339       | 582.138 | 582.138 |

Apesar deste extenso território atribuído à República Socialista Soviética Autônoma da Moldávia, cerca de 85.000 moldávios permaneceram na Ucrânia fora do território de RSSA da Moldávia.

## Promoção da identidade da Moldávia

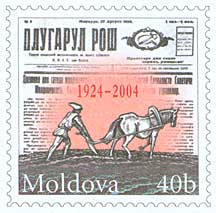
O jornal semanal Plugarul Roşu [The Red Ploughman] da RSSA da Moldávia começou a ser publicado em 1 de julho de 1924

O princípio de que a língua moldava é distinta da romena foi fortemente promovido na república. Linguistas modernos geralmente concordam que há pouca diferença entre os dois, principalmente no sotaque e no vocabulário. A república também promoveu o irredentismo em relação à Romênia, proclamando que os moldávios na Bessarábia eram "oprimidos pelos imperialistas romenos".
Como parte do esforço para manter o idioma na Moldávia soviética ("cultura socialista da Moldávia") longe das influências romenas ("cultura burguesa romena"), uma escrita cirílica reformada foi usada para escrever a língua, em contraste com a escrita latina oficialmente usada Na Roménia. O lingüista Leonid Madan foi incumbido de estabelecer um padrão literário, baseado nos dialetos moldavos da Transnístria e Bessarábia, bem como em empréstimos russos ou calque russo.
Em 1932, quando em toda a União Soviética havia uma tendência de mover todas as línguas para a escrita latina, a escrita latina e a língua literária romena foram introduzidas nas escolas da Moldávia e para uso público. Os livros de Madan foram removidos das bibliotecas e destruídos. Esse movimento, no entanto, teve vida curta e, na segunda metade da década de 1940, uma nova tendência de mover as línguas para a escrita cirílica começou na União Soviética.
Em 1937, durante o Grande Expurgo soviético, muitos  intelectuais na RSSA da Moldávia, acusados de serem inimigos do povo, nacionalistas burgueses ou trotskistas, foram removidos de suas posições e reprimidos, com um grande número deles executados. Em 1938, a escrita cirílica foi novamente declarada oficial para a língua moldava e a escrita latina foi proibida. No entanto, a linguagem literária não retornou totalmente à criação de Madan e permaneceu mais próxima do romeno. Depois de 1956, as influências de Madan foram totalmente retiradas dos livros escolares.
Essa política permaneceu em vigor até 1989. O uso do cirílico ainda é imposto na região separatista da Transnístria, na Moldávia, onde se afirma que está devolvendo a língua às suas raízes.

## Dissolução
Em 26 de junho de 1940, o governo soviético emitiu um ultimato ao ministro romeno em Moscou, exigindo que a Romênia cedesse imediatamente a Bessarábia e a Bucovina do Norte .  Itália e Alemanha, que precisavam de uma Romênia estável e acesso aos seus campos de petróleo, pediram ao Rei Carol II que cumprisse. Sob coação, sem perspectiva de ajuda da França ou da Grã-Bretanha, a Romênia cedeu esses territórios. Em 28 de junho, as tropas soviéticas cruzaram o Dniester e ocuparam a Bessarábia, a Bucovina do Norte e a região de Hertza . Territórios onde os ucranianos étnicos eram o maior grupo étnico (partes da Bucovina do Norte e partes de Hotin, Cetatea Albă e Izmail ), bem como algumas regiões adjacentes com maioria romena, como a região de Hertza, foram anexadas à RSS da  Ucrânia. A transferência da fachada do Mar Negro e do Danúbio da Bessarábia para a Ucrânia garantiu seu controle por uma república soviética estável.
Em 2 de agosto de 1940, a União Soviética estabeleceu a República Socialista Soviética da Moldávia (SSR da Moldávia), que consistia em seis condados da Bessarábia unidos com a parte mais ocidental do que tinha sido o RSSA da Moldávia,  efetivamente dissolvendo-a.

## Chefe de governo
Revkom
- Outubro de 1924 - abril de 1925 Griogriy Stary (também Borisov)

Comissários do Povo Soviético
- 25 de abril de 1925 - maio de 1926 Aleksey Stroyev
- Maio de 1926 - 1928 Griogriy Stary
- 1928 - abril de 1932 Sergei Dmitriu
- Abril de 1932 - junho de 1937 Griogriy Stary (preso em 22 de junho de 1937)
- Julho de 1938 - ? Fyodor Brovko
- Fevereiro de 1939 Georgiy Streshny

## Presidentes de conselho
Comitê Executivo Central
- 25 de abril de 1925 - maio de 1926 Griogriy Stary
- Maio de 1926 - maio de 1937 Yevstafiy Voronovich (baleado em 1937)
- Maio de 1937 - julho de 1938 Georgiy Streshny (atuação)

Conselho Supremo
- Julho de 1938 - 1940 Tikhon Konstantinov